# 长安街道 (西昌市)
长安街道，是中华人民共和国四川省凉山彝族自治州西昌市下辖的一个乡镇级行政单位。2019年12月，将原长宁街道和原西郊乡长安村以及原小庙乡焦家村、李家村、小庙村、泸川村、安宁村所属行政区域划归长安街道管辖。长安街道迎宾社区所属行政区域划归马道街道管辖。

## 行政区划
长安街道下辖以下地区：
祥和社区、建新社区和迎宾社区。
2019年12月调整后，长安街道辖山丫口社区、水碾河社区、建新社区、祥和社区、长宁路南社区、长宁路北社区和长安村、焦家村、李家村、小庙村、泸川村、安宁村所属行政区域。